# Megan Twohey
Megan Twohey és una periodista estatunidenca que treballa al The New York Times. Ha escrit informes d'investigació per a Reuters, el Chicago Tribune i el Milwaukee Journal Sentinel. Els informes d'investigació de Twohey han exposat metges explotadors, han revelat kits de violació no provats i han descobert una xarxa clandestina secreta de nens adoptats no desitjats abandonats. Els seus informes d'investigació han donat lloc a condemnes penals i han ajudat a impulsar noves lleis destinades a protegir les persones vulnerables i els nens.
El 5 d'octubre de 2017, Twohey i la periodista del New York Times Jodi Kantor van publicar un informe sobre Harvey Weinstein que detallava dècades d'acusació d'abús sexual i més de 80 dones van acusar públicament Weinstein d'abusar-ne o agredir-los sexualment. Això va provocar l'acomiadament de Weinstein i va ajudar a encendre el moviment viral #MeToo iniciat per l'activista nord-americana Tarana Burke. Aquest treball va ser guardonat el 2018, quan The New York Times va rebre el Premi Pulitzer al Servei Públic 2018. Kantor i Twohey van guanyar el premi George Polk i van ser nomenades a la llista de les 100 persones més influents de l'any de la revista Time. Twohey i Kantor van ser autores d'un llibre que narrava el seu informe sobre Weinstein, titulat She Said. El llibre es va publicar el 2019 i es va adaptar a una pel·lícula homònima el 2022. A més de guanyar el Premi Pulitzer de Servei Públic 2018, Twohey va ser finalista del Premi Pulitzer d'Informes d'Investigació el 2014.